# Fantasía sobre un tema de Thomas Tallis
La Fantasía sobre un tema de Thomas Tallis, también conocida como Fantasía Tallis, es una obra para orquesta de cuerdas compuesta por el compositor británico Ralph Vaughan Williams. Fue compuesta en 1910 y revisada en 1913 y 1919. Es una de las obras más conocidas de este compositor. 

## Razón del nombre
El nombre de esta obra alude al compositor original de la melodía principal en la que se basa, "Why fum'th in fight the gentiles spite?", tercera de las Nueve tonadas de salmo para el salterio del arzobispo Parker, de Thomas Tallis (1505?-1585). Vaughan Williams se inspiró frecuentemente en la música del Renacimiento inglesa y muchas de sus obras están vinculadas a piezas de este período. La palabra "Fantasía" alude a una elaboración libre en forma de variaciones de la melodía principal.

## Composición
La obra está compuesta para una orquesta de cuerda extensa, dividida en tres secciones:
- Orquesta 1: una orquesta de cuerdas completa, en el centro del escenario;
- Orquesta 2: un atril de cada sección (lo ideal es que estén apartados de la Orquesta 1);
- Cuarteto de cuerda

La estructura de esta obra es la siguiente: tras una breve introducción, suena el tema principal, que es repetido por toda la orquesta. A continuación, la música se desarrolla a partir del núcleo principal de la melodía o de fragmentos de ella, en forma de variaciones. Una segunda melodía, basada en la inicial, aparece en la viola solista, con la que se construye el clímax sonoro de la obra. Tras este, vuelve a sonar la melodía principal en el violín solista, acompañado luego por el resto de la orquesta, hasta la coda con la que concluye la obra.

## Uso en películas
Esta obra ha sido utilizada en varias películas de cine, como Remando al viento, de Gonzalo Suárez, con Hugh Grant como Lord Byron, así como en Master and Commander, protagonizada por Russell Crowe. También se hace una referencia a ella en la banda sonora de John Debney para La Pasión de Cristo.